# Maria Kielan

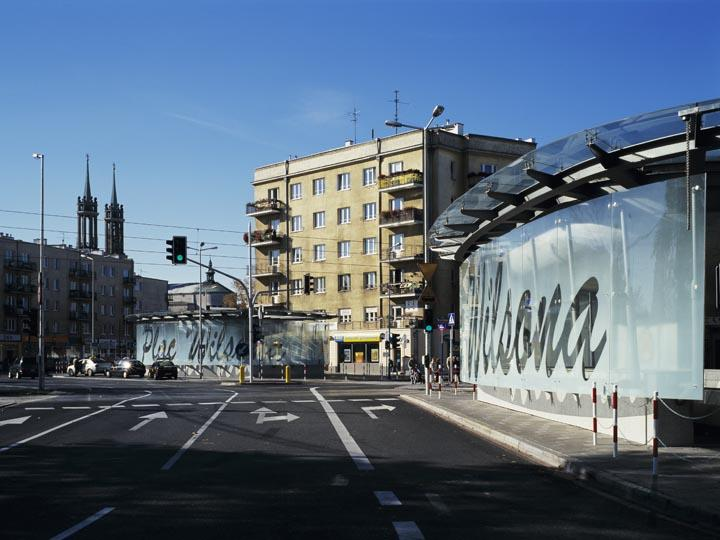
Kamienica na pl. Wilsona 4, gdzie w czasie wojny mieszkali Kielanowie; Widok współczesny

Maria Kielan z domu Osińska (ur. 7 maja 1901 w Łukowie, zm. 3 grudnia 1980) – polska Sprawiedliwa wśród Narodów Świata, zawodowo księgowa.

## Życiorys
W 1922 wyszła za służącego w lokalnym oddziale ppor. Franciszka Kielana. Osiedli w Sokołowie, gdzie przyszły na świat córki: Krystyna i Zofia. W 1934 przeprowadzili się do Warszawy.
W 1942 rodzina Kielanów przyjęła do swojego mieszkania przy placu Wilsona na Żoliborzu Janinę (Janę) Prot, przyjaciółkę Krystyny i Zofii. Po pewnym czasie rodzina dowiedziała się, że Janina pochodzi z żydowskiej rodziny (jej ojcem był Jan Prot). Mimo to pozwolili dalej jej mieszkać. Latem 1942 Franciszek zaprotegował Janę do pomocy w gospodarstwie rolnym Szkoły Rolniczej w Dąbrowie Zduńskiej, prowadzonej przez znajome małżeństwo Wyszomirskich. Jana pracowała tam do Bożego Narodzenia 1942. Następnie, wobec groźby denuncjacji, wróciła do Kielanów. W 1943 razem z Krystyną i Zofią zdała maturę. Jana wyprowadziła się, jednak dalej często bywała u Kielanów, korzystając z ich pomocy.
Jesienią 1942, na prośbę siostry Franciszka, Jadwigi Krauze, Kielanowie opiekowali się przez dwa tygodnie 7-letnią Żydówką Romaną Laks, która oczekiwała na wyrobienie fałszywych papierów.
Po powstaniu warszawskim Maria opuściła miasto wraz z pozostałą cywilną ludnością. Przypadkiem spotkała Zofię i Janę. Razem trafiły do obozu w Pruszkowie.
Cała rodzina przeżyła wojnę. Po 1945 Maria Kielan pracowała jako księgowa. Jana Prot uzyskała doktorat z medycyny. W 1968 wyemigrowała do Stanów Zjednoczonych. Do USA wyjechała także Romana Laks.
W 1991 Instytut Jad Waszem wyróżnił Franciszka, Marię Kielanów oraz Zofię i Krystynę tytułem Sprawiedliwych wśród Narodów Świata. Zofia otrzymała tytuł w 1999.